# Coppa del mondo di mountain bike 2013
La Coppa del mondo di mountain bike 2013 organizzata dall'Unione Ciclistica Internazionale (UCI), è disputa su due discipline: cross country e downhill (6 tappe ciascuno).

## Cross country

### Uomini

#### Elite
Risultati
| Data         | Luogo                | Vincitore        | Secondo              | Terzo            | Leader della Cl. mondiale |
| ------------ | -------------------- | ---------------- | -------------------- | ---------------- | ------------------------- |
| 19 maggio    | Albstadt             | Daniel McConnell | Sergio Mantecón      | Jaroslav Kulhavý | Daniel McConnell          |
| 26 maggio    | Nové Město na Moravě | Nino Schurter    | Julien Absalon       | Lukas Flückiger  | Nino Schurter             |
| 15 giugno    | Val di Sole          | Nino Schurter    | Julien Absalon       | Jaroslav Kulhavý | Nino Schurter             |
| 27 luglio    | Vallnord             | Nino Schurter    | Ondrej Cink          | Stéphane Tempier | Nino Schurter             |
| 10 agosto    | Mont-Sainte-Anne     | Julien Absalon   | José Antonio Hermida | Nino Schurter    | Nino Schurter             |
| 14 settembre | Hafjell              | Jaroslav Kulhavý | Nino Schurter        | Manuel Fumic     | Nino Schurter             |

Classifica generale
| Pos. | Corridore        | Punti |
| ---- | ---------------- | ----- |
| 1    | Nino Schurter    | 1 180 |
| 2    | Daniel McConnell | 800   |
| 3    | Julien Absalon   | 760   |
| 4    | Jaroslav Kulhavý | 736   |
| 5    | Ondrej Cink      | 705   |

#### Under-23
Risultati
| Data         | Luogo                | Vincitore          | Secondo            | Terzo                   | Leader della Cl. mondiale |
| ------------ | -------------------- | ------------------ | ------------------ | ----------------------- | ------------------------- |
| 19 maggio    | Albstadt             | M. Schulte-Luenzum | Jens Schuermans    | Michiel van der Heijden | M. Schulte-Luenzum        |
| 26 maggio    | Nové Město na Moravě | Jens Schuermans    | Reto Indergand     | Michiel van der Heijden | Jens Schuermans           |
| 15 giugno    | Val di Sole          | M. Schulte-Luenzum | Daniele Braidot    | Nicholas Pettina        | M. Schulte-Luenzum        |
| 27 luglio    | Vallnord             | Hugo Dréchou       | M. Schulte-Luenzum | Jordan Sarrou           | M. Schulte-Luenzum        |
| 10 agosto    | Mont-Sainte-Anne     | Anton Cooper       | Julian Schelb      | Reto Indergand          | M. Schulte-Luenzum        |
| 14 settembre | Hafjell              | Jordan Sarrou      | Anton Cooper       | Michiel van der Heijden | M. Schulte-Luenzum        |

Classifica generale
| Pos. | Corridore               | Punti |
| ---- | ----------------------- | ----- |
| 1    | Markus Schulte-Luenzum  | 310   |
| 2    | Hugo Dréchou            | 251   |
| 3    | Michiel van der Heijden | 251   |
| 4    | Reto Indergand          | 246   |
| 5    | Jordan Sarrou           | 235   |

#### Juniors
Risultati
| Data         | Luogo                | Vincitore                 | Secondo          | Terzo                 |
| ------------ | -------------------- | ------------------------- | ---------------- | --------------------- |
| 19 maggio    | Albstadt             | Raphael Gay               | Philipp Bertsch  | Neilo Perrin-Ganier   |
| 26 maggio    | Nové Město na Moravě | Raphael Gay               | Romain Boutet    | Lukas Baum            |
| 15 giugno    | Val di Sole          | Samuel Gaze               | Gioele Bertolini | Jan Vastl             |
| 27 luglio    | Vallnord             | Jan Vastl                 | Samuel Gaze      | Gioele Bertolini      |
| 10 agosto    | Mont-Sainte-Anne     | Peter Disera              | Lucas Newcomb    | Marc-André Fortier    |
| 14 settembre | Hafjell              | Sebastian Carstensen Fini | Jan Vastl        | Eirik Sverdrup Augdal |

### Donne

#### Elite
Risultati
| Data         | Luogo                | Vincitrice       | Seconda           | Terza             | Leader della Cl. mondiale |
| ------------ | -------------------- | ---------------- | ----------------- | ----------------- | ------------------------- |
| 19 maggio    | Albstadt             | Eva Lechner      | Maja Włoszczowska | Katrin Leumann    | Eva Lechner               |
| 26 maggio    | Nové Město na Moravě | Tanja Žakelj     | Maja Włoszczowska | Catharine Pendrel | Tanja Žakelj              |
| 15 giugno    | Val di Sole          | Tanja Žakelj     | Katerina Nash     | Emily Batty       | Tanja Žakelj              |
| 27 luglio    | Vallnord             | Sabine Spitz     | Katerina Nash     | Eva Lechner       | Tanja Žakelj              |
| 10 agosto    | Mont-Sainte-Anne     | Katerina Nash    | Maja Włoszczowska | Tanja Žakelj      | Tanja Žakelj              |
| 14 settembre | Hafjell              | Irina Kalent'eva | Eva Lechner       | Julie Bresset     | Tanja Žakelj              |

Classifica generale
| Pos. | Corridore         | Punti |
| ---- | ----------------- | ----- |
| 1    | Tanja Žakelj      | 1 080 |
| 2    | Eva Lechner       | 960   |
| 3    | Katerina Nash     | 955   |
| 4    | Maja Włoszczowska | 890   |
| 5    | Alexandra Engen   | 680   |

#### Under-23
Risultati
| Data         | Luogo                | Vincitrice        | Seconda           | Terza          | Leader della Cl. mondiale |
| ------------ | -------------------- | ----------------- | ----------------- | -------------- | ------------------------- |
| 19 maggio    | Albstadt             | Rebecca Henderson | Jenny Rissveds    | Yana Belomoyna | Rebecca Henderson         |
| 26 maggio    | Nové Město na Moravě | Andrea Waldis     | Rebecca Henderson | Yana Belomoyna | Rebecca Henderson         |
| 15 giugno    | Val di Sole          | Yana Belomoyna    | Rebecca Henderson | Andrea Waldis  | Rebecca Henderson         |
| 27 luglio    | Vallnord             | Yana Belomoyna    | Rebecca Henderson | Andrea Waldis  | Rebecca Henderson         |
| 10 agosto    | Mont-Sainte-Anne     | Rebecca Henderson | Jenny Rissveds    | Helen Grobert  | Rebecca Henderson         |
| 14 settembre | Hafjell              | Andrea Waldis     | Linda Indergand   | Yana Belomoyna | Rebecca Henderson         |

Classifica generale
| Pos. | Corridore         | Punti |
| ---- | ----------------- | ----- |
| 1    | Rebecca Henderson | 440   |
| 2    | Yana Belomoyna    | 410   |
| 3    | Andrea Waldis     | 320   |
| 4    | Helen Grobert     | 270   |
| 5    | Jenny Rissveds    | 255   |

#### Juniors
Risultati
| Data         | Luogo                | Vincitrice        | Seconda             | Terza            |
| ------------ | -------------------- | ----------------- | ------------------- | ---------------- |
| 19 maggio    | Albstadt             | Greta Weithaler   | Malene Degn         | Kate Courtney    |
| 26 maggio    | Nové Město na Moravě | Greta Weithaler   | Malene Degn         | Sofia Wiedenroth |
| 15 giugno    | Val di Sole          | Olga Terentyeva   | Émilie Collomb      | Greta Weithaler  |
| 27 luglio    | Vallnord             | Alessandra Keller | Émilie Collomb      | Audrey Menut     |
| 10 agosto    | Mont-Sainte-Anne     | Kate Courtney     | Dina Gordiuk        | Rachel Pageau    |
| 14 settembre | Hafjell              | Malene Degn       | Meda Petrusauskaite | Sofia Wiedenroth |

## Downhill

### Uomini

#### Elite
Risultati
| Data         | Luogo            | Vincitore    | Secondo         | Terzo            | Leader della Cl. mondiale |
| ------------ | ---------------- | ------------ | --------------- | ---------------- | ------------------------- |
| 9 giugno     | Fort William     | Gee Atherton | Brook MacDonald | Steve Smith      | Gee Atherton              |
| 16 giugno    | Val di Sole      | Gee Atherton | Steve Smith     | Greg Minnaar     | Gee Atherton              |
| 28 luglio    | Vallnord         | Rémi Thirion | Gee Atherton    | Samuel Hill      | Gee Atherton              |
| 11 agosto    | Mont-Sainte-Anne | Steve Smith  | Gee Atherton    | Samuel Hill      | Gee Atherton              |
| 15 settembre | Hafjell          | Steve Smith  | Danny Hart      | Andrew Neethling | Gee Atherton              |
| 22 settembre | Leogang          | Steve Smith  | Loïc Bruni      | Michael Hannah   | Steve Smith               |

Classifica generale
| Pos. | Corridore         | Punti |
| ---- | ----------------- | ----- |
| 1    | Steve Smith       | 1 199 |
| 2    | Gee Atherton      | 1 121 |
| 3    | Greg Minnaar      | 673   |
| 4    | Loïc Bruni        | 671   |
| 5    | Samuel Blenkinsop | 654   |

#### Juniors
Risultati
| Data         | Luogo            | Vincitore         | Secondo       | Terzo             | Leader della Cl. mondiale |
| ------------ | ---------------- | ----------------- | ------------- | ----------------- | ------------------------- |
| 9 giugno     | Fort William     | Noel Niederberger | Michael Jones | Dean Lucas        | Noel Niederberger         |
| 16 giugno    | Val di Sole      | Dean Lucas        | Phil Atwill   | Luca Shaw         | Dean Lucas                |
| 28 luglio    | Vallnord         | Michael Jones     | Loris Vergier | Daniel Algarra    | Dean Lucas                |
| 11 agosto    | Mont-Sainte-Anne | Loris Vergier     | Dean Lucas    | Noel Niederberger | Loris Vergier             |
| 15 settembre | Hafjell          | Michael Jones     | Innes Graham  | Mark Wallace      | Michael Jones             |
| 22 settembre | Leogang          | Noel Niederberger | Loris Vergier | Michael Jones     | Loris Vergier             |

Classifica generale
| Pos. | Corridore         | Punti |
| ---- | ----------------- | ----- |
| 1    | Loris Vergier     | 210   |
| 2    | Michael Jones     | 206   |
| 3    | Noel Niederberger | 185   |
| 4    | Dean Lucas        | 148   |
| 5    | Innes Graham      | 107   |

### Donne
Risultati
| Data         | Luogo            | Vincitrice      | Seconda         | Terza           | Leader della Cl. mondiale |
| ------------ | ---------------- | --------------- | --------------- | --------------- | ------------------------- |
| 9 giugno     | Fort William     | Rachel Atherton | Manon Carpenter | Emmeline Ragot  | Rachel Atherton           |
| 16 giugno    | Val di Sole      | Rachel Atherton | Emmeline Ragot  | Floriane Pugin  | Rachel Atherton           |
| 28 luglio    | Vallnord         | Rachel Atherton | Manon Carpenter | Myriam Nicole   | Rachel Atherton           |
| 11 agosto    | Mont-Sainte-Anne | Emmeline Ragot  | Manon Carpenter | Floriane Pugin  | Manon Carpenter           |
| 15 settembre | Hafjell          | Rachel Atherton | Manon Carpenter | Myriam Nicole   | Rachel Atherton           |
| 22 settembre | Leogang          | Emmeline Ragot  | Rachel Atherton | Manon Carpenter | Rachel Atherton           |

Classifica generale
| Pos. | Corridore       | Punti |
| ---- | --------------- | ----- |
| 1    | Rachel Atherton | 1 295 |
| 2    | Emmeline Ragot  | 1 165 |
| 3    | Manon Carpenter | 1 045 |
| 4    | Myriam Nicole   | 807   |
| 5    | Morgane Charre  | 747   |

## Cross country Eliminator

### Uomini
Risultati
| Data         | Luogo                | Vincitore         | Secondo             | Terzo                 |
| ------------ | -------------------- | ----------------- | ------------------- | --------------------- |
| 19 maggio    | Albstadt             | Daniel Federspiel | Thomas Litscher     | Miha Halzer           |
| 26 maggio    | Nové Město na Moravě | Kenta Gallagher   | Christian Pfäffle   | Simon Gegenheimer     |
| 15 giugno    | Val di Sole          | Daniel Federspiel | Miha Halzer         | Simon Gegenheimer     |
| 27 luglio    | Vallnord             | Fabrice Mels      | Catriel Andres Soto | Titouan Perrin Ganier |
| 14 settembre | Hafjell              | Simon Gegenheimer | Matthias Wengelin   | Catriel Andres Soto   |

Classifica generale
| Pos. | Corridore           | Punti |
| ---- | ------------------- | ----- |
| 1    | Daniel Federspiel   | 183   |
| 2    | Simon Gegenheimer   | 159   |
| 3    | Fabrice Mels        | 106   |
| 4    | Miha Halzer         | 95    |
| 5    | Catriel Andres Soto | 86    |

### Donne
Risultati
| Data         | Luogo                | Vincitore          | Secondo            | Terzo           |
| ------------ | -------------------- | ------------------ | ------------------ | --------------- |
| 19 maggio    | Albstadt             | Alexandra Engen    | Kathrin Stirnemann | Nadine Rieder   |
| 26 maggio    | Nové Město na Moravě | Jenny Rissveds     | Kathrin Stirnemann | Alexandra Engen |
| 15 giugno    | Val di Sole          | Alexandra Engen    | Kathrin Stirnemann | Linda Indergand |
| 27 luglio    | Vallnord             | Kathrin Stirnemann | Alexandra Engen    | Jenny Rissveds  |
| 14 settembre | Hafjell              | Jenny Rissveds     | Eva Lechner        | Alexandra Engen |

Classifica generale
| Pos. | Corridore          | Punti |
| ---- | ------------------ | ----- |
| 1    | Alexandra Engen    | 220   |
| 2    | Kathrin Stirnemann | 205   |
| 3    | Jenny Rissveds     | 170   |
| 4    | Jolanda Neff       | 96    |
| 5    | Linda Indergand    | 84    |